# Сад Аліага Вахіда
Сад Аліага Вахіда (азерб. Əliağa Vahid bağı) — маленький сквер в історичному районі Баку Ічері-Шехер. Примикає до вулиці Кичик Гала.

## Історія

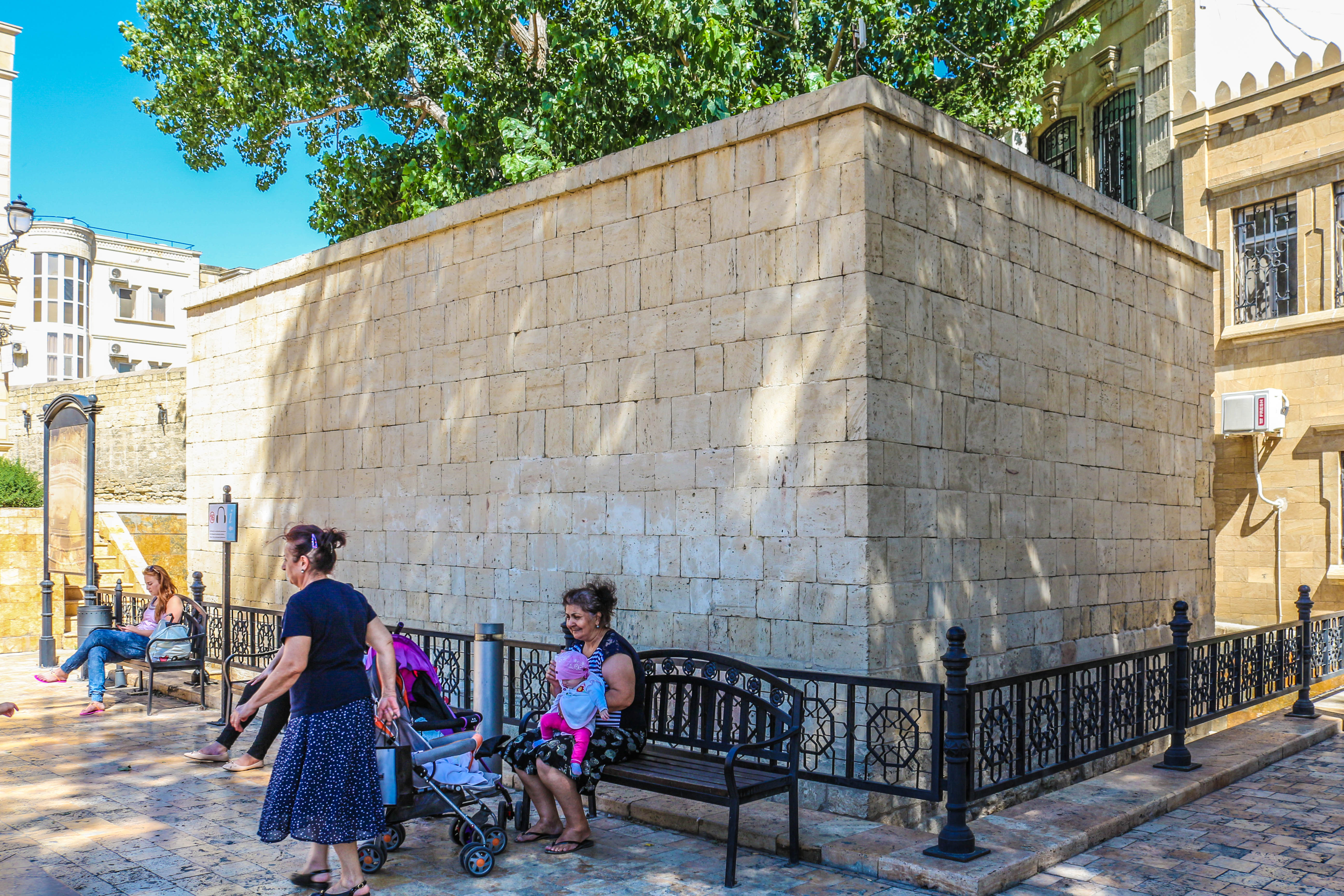
Чин мечеть

Назва саду закріпилося за цим місцем після установки в ньому бюста класика азербайджанської літератури поета Аліага Вахіда. Спочатку, в 1990 році, бюст було встановлено в парку, відомому раніше як Михайлівський або Губернаторський сад — одному з найстаріших парків в Баку. З південного боку площа того саду межувала з вулицею Ніязі, з північного боку — станція метро «Ічері-шехер», із західної — вулиця Істіглаліят, а на сході — фортечна стіна старої частини міста Ічері-шехер .
У 2009 році бюст був перенесений до Ічері Шехер, а колишній Губернаторський сад став носити назву «Сад Філармонії» за розташованою в ньому Бакинською філармоніїєю, назва «Сад Аліага Вахіда» закріпилося за новим місцем.

## Пам'ятки
- YAY! Gallery[4]
- Чин мечеть (відкрита нумізматична виставка)[5]